# نوارة براح
نوارة براح ممثلة جزائرية من مواليد 1979 بالحمامات ولاية تبسة، تمثل في المسرح والتلفزيون، من أهم أدوارها «أم الخير» في مسلسل بنت البلاد.

## السيرة
أثناء دراستها الجامعية في جامعة باتنة أنخرطت في المسرح الجامعي تحت إشراف المدير إنزارن إسماعيل وة شاركت في مهرجان المسرح الجامعي وتحصلت فيه على جائزة أحسن أداء نسائي، وبنفس العرض تحصلت على جائزة أحسن أداء نسائي في مهرجان فيلاديلفيا بالأردن، بعدها توجهت للمسارح الجهوية كمسرح عنابة أين شاركت في مسرحية طامزة للمخرج محمد العيد قابوش، وكذلك مسرحية زوبعة في فنجان، كما اشتغلت مع مسرح معسكر الجهوي من خلال مسرحية  القرص الأصفر  ومسرحية حنين والكلمة الثالثة مع مسرح قالمة الجهوي  والتي تحصلت فيها على جائزة أحسن أداء نسائي ثانوي في المهرجان الوطني للمسرح المحترف، بعدها أبتدأت التمثيل التلفزيوني في أدوار ثانوية في كل من سلسلة جحا ومسلسل دوار الشاوية، وفي رمضان سنة 2021 شاركت في دور رئيسي في مسلسل بنت البلاد ودور رئيسي آخر في مسلسل ليام.

## أعمالها

### المسرح
- ميدياتيك[4]
- طامزة
- زوبعة في فنجان
- القرص الأصفر
- حنين
- الكلمة الثالثة

### التلفزيون
- مسلسل جحا
- مسلسل دوار الشاوية
- مسلسل ليام
- مسلسل بنت البلاد[3]

## الجوائز
- جائزة أحسن أداء نسائي في مهرجان المسرح الجامعي[4]
- جائزة احسن دور نسائي ثانوي في مهرجان المسرح المحترف[5]
- جائزة أحسن أداء نسائي في مهرجان فيلاديلفيا بالأردن[4]